# Electricity Supply Board
Pour les articles homonymes, voir ESB.

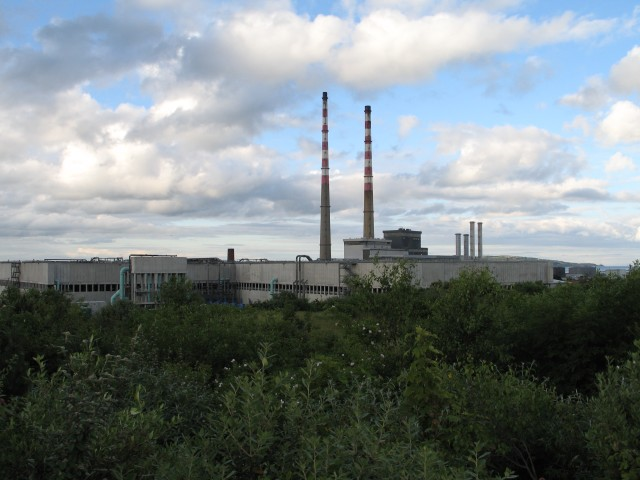
La centrale électrique de Ringsend à Dublin.

Electricity Supply Board (ESB) (gaélique: Bord Soláthair an Leictreachais), parfois appelé ESB Ireland pour la différencier d'un autre fournisseur américain est le service chargé de produire et d'acheminer la plupart de l'électricité en Irlande.
Il existe trois interconnexions avec Northern Ireland Electricity.